# Sarsiella sculpta
Sarsiella sculpta är en kräftdjursart. Sarsiella sculpta ingår i släktet Sarsiella och familjen Sarsiellidae. Inga underarter finns listade i Catalogue of Life.